# Château Gaillard
Château Gaillard ("Stærk Borg") er en middelalderborg omkring 90 m over  Seinen ved byen Les Andelys  i det fransk departement Eure i Normandiet. Den ligger omkring 80 km nordvest for Paris og 30 km sydøst for Rouen. Borgens opførelse begyndte i 1196 under Richard Løvehjerte, der både var Konge af England og Hertug af Normandiet. Borgen var dyr at bygge, men størstedelen af arbejdet blev færdigt på usædvanlig kort tid. Det tog to år, og på samme tid blev byen Petit Andely opført. Château Gaillard har et komplekst og avanceret design i form af koncentriske forsvarsværker. Det er også en af de tidligste borge i Europa, der er udstyret med machicoulis. Borgen består af tre separate borggårde, der er adskilt af en tør voldgrav, og med et keep i den inderste borggård.
Fæstningen blev erobret i 1204 af den franske kong Filip 2. efter en langvarig belejring. I midten af 1300-tallet blev det residensslot for David 2. af Skotland, der var i eksil. I hundredårskrigen skiftede borgen hænder flere gange, men i 1449 erobrede den franske konge endegyldigt Château Gaillard fra den engelske konge, og siden har den været fransk. Henrik 4. af Frankrig beordrede, at borgen skulle rives ned i 1599, selvom den var meget forfaldet, da den føltes som en trussel for lokalbefolkningen. I dag er borgruinen klassificeret som et monument historique af det franske Kulturministerium. Den indre borgring er åben for publikum fra marts til november, mens den ydre borgring er åben hele året.

## Historie

### Baggrund
Richard Løvehjerte havde arvet England og Normandiet fra sin far Henrik 2. af England i 1189. I længere tid havde der været strid mellem de franske konger af Huset Capet og engelske konger og hertuger af Normandiet af Huset Plantagenet. Som konge af England havde Richard mere magt og større besiddelser i Frankrig end den franske konge. Alligevel skulle Richard som den franske konges vasal hylde ham for sine franske besiddelser. I 1190 drog Richard på Det tredje korstog. Med fulgte den franske konge Filip 2. August, da de begge frygtede, at den anden ville invadere hans land, mens han var væk fra sit område. Kort efter erobringen af Akko i juli 1191 forlod Filip Det hellige land efter at være blevet uvenner med Richard. Uden at have erobret Jerusalem fra Saladin, forlod Richard i Det hellige land i efteråret 1192. Da Filip havde lukket de franske havne for Richard, måtte Richard søge en anden vej hjem. Ved Wien blev han taget til fange af hertug Leopold 5. af Østrig, som ligeledes var blevet fornærmet af Richard efter Akkos erobring. Leopold overgav Richard til den tysk-romerske kejser Henrik 6., der krævede en enorm løsesum for Richard.
I Richards fravær havde hans bror Johan gjort oprør med Filips hjælp. Blandt Filips erobringer under Richards fangeskab var det normanniske Vexin og en række byer i nærheden som La Vaudreuil, Verneuil og Évreux. Da størrelsen af Richards løsesum var  aftalt, blev Richard fri den 4. februar 1194. Han ville uden tvivl have sin territorier tilbage, og Filip skrev til Johan, at han "skulle passe på sig selv, for nu var fanden løs". Richard indtog 1198 det meste af det tabte territorium.

### Opførelse
Højt hævet over Seinen på den vigtige handelsrute lå Château Galliard under Andeli-godset, et naturligt valg til et forsvar af området. I dalen lå byen Grand Andely. En af betingelserne fra Louviers-aftalen (januar 1196) mellem Richard og Filip var, at ingen af kongerne måtte befæste stedet. I direkte strid med aftalen agtede Richard at bygge en borg ved Andeli. Formålet var dels at beskytte Hertugdømmet Normandiet mod Filip. Det udfyldte hullet i Normandiets forsvar efter tabet af Château de Gisors og særligt Chäteau de Gaillon, som Filip brugte som et fremskudt fransk forsvarsværk; dels at være udgangspunktet for Richards kampagne for at generobre Vexin-området fra franskmændene. Les Andelys ligger 10 km nord for Château de Gaiillon på den anden bred af Seinen. Richard forsøgte at forhandle sig til godset. Walter de Coutances, Ærkebiskop af Rouen, var afvisende, da det var et af bispesædets mest indbringende, og da andre områder under bispesædet var ødelagt af krig. Mens Filip belejrede Aumale i det nordlige Normandiet, blev Richard træt af at vente og bemægtigede sig godset, på trods af den Katolske kirkes modstand.
I et forsøg på at få Pave Celestin 3. til at standse Richard, tog Walter de Coutance i november 1196 til Rom. Richard sendte en delegation til Rom for at repræsentere sig. Én af deltagerne, Richards Lordkansler William Longchamp (også biskop af Ely), døde på rejsen, mens resten herunder Philip af Poitou, biskop af Durham og Guillaume de Ruffiére, biskop af Lisieux, nåede Rom. Walter de Coutances havde i mellemtiden lyst Interdikt over Hertugdømmet Normandiet. Det forbød alle kirkehandlinger. Roger af Hoveden beskrev "de ubegravede lig i gaderne og pladserne i Normandiets byer". Borgens opførelse begyndte med interdiktet hængende over Normandiet, men det blev ophævet i april 1197 efter at Richard havde foræret land til Walter de Coutances og Rouens bispesæde, herunder to godser og den blomstrende havneby Dieppe. Château Gaillards klippetop havde ikke været befæstet før, og byen Petit Andely blev opført på samme tid. Sammen med den historiske Grand Andely, udgør de to Les Andelys. Borgen ligger på et højt forbjerg af kalksten 90 m over Les Andelys ved et knæk i Seinen. Borgen var forbundet med Les Andelys med en række samtidige udenværker.
Under Kong Richards styre var rigets udgifter til slotte faldet fra niveauet under Henrik 2., Richards far. Det skal ses i lyset af Richards fokusering af ressourcer på sin krig mod Frankrigs konge. Byggeriet af Château Gaiilard løb op i omtrent 12.000 £ mellem 1196 og 1198. Richard brugte kun omkring 7.000 £ på slotte i England i sin regeringstid, ligesom hans far Henrik 2. Bevarede finansielle fortegnelser ("Pipe rolls") for opførelsen af Château Gaillard indeholder de første detaljer om, hvordan byggeriet på borgen var organiseret og hvilke opgaver det indebar. Blandt arbejdsfolk nævnt i fortegnelser er minearbejdere, stenhuggere, stenbrudsarbejdere, murere, kalkstensarbejdere, tømrere, smede, murerarbejdsmænd, vandbærere, vagtsoldater, gravere til at grave voldgraven, og vognmænd til at transportere materialer til borgen. Ingen stenhuggermester er nævnt, og militærhistorikeren Allen Brown har foreslået, at dette skyldes, at Richard selv var hovedarkitekt. Det understøttes af den interesse, som Richard viste byggeriet gennem hyppig tilstedeværelse.
Borgen blev opført på et højt beløb, og den blev også opført hurtigt. Opførelsen af store stenborge tog ofte henimod ti år. F.eks. blev der bygget på Dover Castle mellem 1179 og 1191 (til en pris på 7.000 £). Richard var tilstede under opførelsen for at sikre at byggeriet skete i et tilfredsstillende tempo. Ifølge William af Newburgh var Richard og håndværkerne, der arbejdede på borgen, gennemblødt af "Blodregn". Mens nogle af hans rådgivere så regnen som et ilde varsel, var Richard ikke skræmt.
Efter blot et år nærmede opførelsen af Château Gaillard sig sin afslutning, og Richard bemærkede "Se, hvor smuk min etårige datter er!" Richards pralede senere med, at han kunne holde borgen "selv hvis murene var lavet af smør", som svar på, at Kong Filip havde hævdet at han kunne indtage borgen "selv hvis murene var lavet af jern". I 1198 var borgen næsten færdig. Nu var borgen skueplads for henrettelsen af tre af den franske konges soldater som hævn for en fransk massakre på walisiske lejetropper. De tre soldater blev kastet i døden fra borgen. I sine sidste år blev borgen Richards yndlingsresidens, og ordrer og privilegier blev afgivet fra Château Gaillard,  "apud Bellum Castrum de Rupe" (Ved den Smukke Borg ved Klippen). Richard fik ikke lang tid til at nyde borgen, for han døde i Limousin den 6. april 1199, efter der var gået i betændelse i et sår, hvor han var ramt af en pil under belejring af Châlus.

### Belejringen af Château Gaillard
Efter Richards død mislykkedes det for den nye engelske konge og hertug af Normandiet, hans yngre bror Johan, at beskytte Normandiet mod den franske kong Filips vedvarende angreb mellem 1202 og 1204. Château de Falaise blev erobret af Filips styrker, ligesom borgene fra Mortain til Pontorson, mens Filip samtidig belejrede Rouen, som overgav sig den 24. juni 1204 og derved endte effektivt gjorde en ende på Normandiets uafhængighed. Filip belejrede Château Gaillard fra september 1203 til marts 1204, hvor den blev erobret. Da Filip fortsatte belejringen gennem vinteren, og da kong Johan intet forsøg gjorde på at komme borgen til undsætning, var det kun et spørgsmål om tid, før borgfogeden blev nødt til at overgive sig. Hovedkilden til belejringen er "Philippide", et digt af Vilhelm af Bretagne. Derfor har moderne historikere vist interesse for Les Andelys' borgere under belejringen.
Den normanniske befolkning havde søgt beskyttelse på borgen for de franske soldater, der plyndrede byen. Borgen var godt provianteret, men de ekstra munde der skulle mættes, gjorde et stort indhug i provianten. Mellem 1.400 og 2.200 ukampdygtige civile var lukket ind, og hermed blev antallet af personer i borgen mindst femdoblet. For at mindske presset på borgens forsyninger beordrede borgfogeden Roger de Lacy 500 civile ud af borgen. Den første gruppe af civile fik lov til at passere uhindret igennem franskmændenes linjer, og det samme skete for den næste gruppe på samme størrelse et par dage senere. Kong Filip havde ikke været til stede, og da han fik nys om, at den første gruppe civile var sluppet uhindret igennem, forbød han lade nogen passere belejringen. Ideen var at holde så mange som muligt inden for Château Gaillard for at dræne dens ressourcer. Roger de Lacy beordrede de sidste civile, mindst 400 og måske helt op til 1.200, ud af borgen. Gruppen fik ikke lov til at komme igennem, og franskmændene åbnede ild mod de civile, som vendte om for at søge beskyttelse på borgen, men dens porte forblev låste. De søgte ly ved borgmurens fundament i tre måneder gennem vinteren, hvor mere end halvdelen af dem omkom af kulde og sult. Filip ankom til Château Gaillard i februar 1204 og beordrede, at de overlevende skulle have mad og løslades. Sådan en behandling af civile under belejringer var ikke ualmindelig, og sådanne scener blev gentaget under belejringerne af Calais og Rouen i 1418-19, begge under Hundredårskrigen.
De franske soldater fik adgang til den ydre borgring ved at underminere dens fremskudte hovedtårn. Derefter beordrede Filip sine mænd til at finde et svagt punkt i borgen. De fik adgang til den næste borgring, efter at en soldat ved navn Ralph fandt et latrinnedløb, som franskmændene kunne klatre op gennem til borgens kapel. Da de havde angrebet de intetanende vagter i baghold og sat ild til bygningerne, sænkede Filips mænd vindebroen og lod resten af hæren komme ind på borgen. Borgens forsvarere trak sig tilbage til den indre borgring. Efter kort tid lykkedes det for franskmændene at bryde porten til den indre borgring, og forsvarerne trak sig endeligt tilbage til keep'et. Med få forsyninger overgav Roger de Lacy og 20 riddere og andre soldater sig til den franske hær, og dermed afsluttedes belejringen den 6. marts 1204. Under langstrakte belejringer i Middelalderen fremhævede samtidige kronikøre betydningen af manglende forsyninger for forsvareres overgivelse, ligesom det var med belejringen af Château Gaillard. Med borgen under fransk kontrol var hovedforhindringen for franskmændene til at trænge ind i Seine-dalen forsvundet, og de kunne uhindret trænge ind og erobre Normandiet. Rouen overgav sig til Filip den 23. juni 1204. Derefter blev resten af Normandiet nemt erobret af franskmændene. Dermed kom Normandiet første gang, siden Rollo havde fået området i 911, under den franske konges direkte kontrol.

### Under fransk kontrol
I 1314 blev Margrete af Burgund og Blanka af Burgund, to fremtidige franske dronninger, fængslet på Château Gaillard. De var dømt for utroskab i forbindelse med Tour de Nesle Affæren og blev klippet skaldet, før de blev låst inde på borgen. Margrete døde allerede i 1315 som følge af hård behandling, mens Blanka blev løsladt i 1322, da hendes mand Karl 4. var blevet konge af Frankrig, og deres ægteskab var ophævet. De otte års fangenskab havde svækket Blankas helbred, og hun døde i 1326.
Efter skotternes nederlag i Slaget ved Halidon Hill i 1333 under den 2. Skotske Uafhængighedskrig blev barnekongen David 2. af Skotland sammen med dele af sit hof tvunget til at flygte til Frankrig. Det sydlige Skotland var nu besat af styrker under den engelske konge Edvard 3. Den niårige David og hans trolovede den 12-årige Johanne af England, datter af Edvard 2. af England, fik overdraget Château Gaillard som residens af den franske konge Filip 6. Her blev de boende, til David vendte tilbage til Skotland i 1341. David kom dog ikke på fri fod længe. Han blev taget til fange efter Slaget ved Neville's Cross i 1346 og kom til sidde som fange i Tower of London i 11 år.
Under Hundredårskrigen mellem England og Franske skiftede Château Gaillard hænder flere gange. Château Gaillard, Château de Gisors, Ivry-la-Bataille og Mont Saint-Michel gjorde modstand mod Henrik 5. af England i 1414, efter at Rouen og det meste af hertugdømmet havde overgivet sig. Château Gaillard blev belejret i et år, før det i december 1419 overgav sig til englænderne. Alle borger bortset fra Mont Saint-Michel overgav sig til sidst, og Normandiet var atter i en tid under engelsk kontrol. Étienne de Vignolles, den franske hærfører også kendt som La Hire, genindtog i 1430 Château Gaillard. Englændernes kampgejst blev imidlertid rejst efter tilfangetagelsen og henrettelsen af Jeanne d'Arc og selvom krigslykken var ved at vende, genindtog de Château Gaillard en måned senere. Da franskmændene fik overtaget i krigen igen mellem 1449 og 1453, blev englænderne tvunget ud af regionen, og i 1449 blev borgen erobret af franskmændene for sidste gang.
I 1573 var Château Gaillard i faldefærdig stand og ubeboet, men forblev for den lokale befolkning en trussel mod dem, hvis den blev sat i stand. Derfor beordrede kong Henrik 4. af Frankrig i 1599 efter opfordring fra Frankrigs Stænderforsamling at Château Gaillard skulle rives ned. Nogle af byggematerialerne blev genbrugt af kapucinermunke, som havde fået tilladelse til at bruge sten til deres klostre. I 1611 var nedrivningen af Château afsluttet. Det blev forladt som en ruin, og i 1861 anerkendt som Monument historique. I 1862 afholdtes en konference om Normannernes bidrag til middelalderlig militærarkitektur. Allen Brown deltog i konferencen og bemærkede, at borgen fik "en tilfredsstillende kyndig pleje og opmærksomhed". Tidskriftet "Château Gaillard: Études de Castellogie Médiévale" (Château Gaillard: Studier af middelalderlig borgvidenskab) blev udgivet som et resultat af konferencen. Det er blevet udgivet 23 numre, med grundlag i internationale konferencer om borge.
I 1990'erne blev der udført arkæologiske udgravninger på Château Gaillard. De undersøgte borgens nordside efter en indgang, som arkitekten Eugéne Viollet-le-Duc mente havde eksisteret, men ikke blev fundet. Udgravningerne afslørede dog, at der havde været en tilføjelse nord for borgen, som havde gjort anvendelsen af skydevåben mulig. Tilføjelsen blev dateret til 1500-tallet. Efter udgravningerne på borgens konkluderes det, at stedet havde "enormt arkæologisk potentiale", men at der stadig var mange ubesvarede spørgsmål om borgen. Efter at Filip 2. havde erobret Château Gaillard, reparerede han det kollapsede tårn i den ydre borgring, som var brugt til at få adgang til borgen. Arkæologerne undersøgte det tårn, som man mente havde været det kollapsede tårn, og selvom man ikke fandt et dateringsbevis, er der enighed om at han genopbyggede tårnet fuldstændigt. Samtidigt med de arkæologiske undersøgelser blev der brugt kræfter på at beskytte de tilbageværende bygningsrester. I dag er Château Gaillards indre borgring åben for publikum fra marts til november, mens den ydre borgring er åben hele året.

## Plan og innovationer
Château Gaillard består af tre borgringe, en indre, mellemste og ydre med hovedindgangen til borgen, samt et Keep, også kaldt et donjon, i den indre borgring. Borgringene, som var adskilte af stensatte voldgrave, husede borgens stalde, værksteder og lagerrum. Det er typisk for bevarede borge, at de er præget af flere byggeperioder, og at de blev tilpasset og udbygget, mens de var i brug. Château Gaillard er imidlertid bygget  i et hug. Opdelingen i tre borgringe har ligheder med designet på Château de Chinon, opført i midten af 1100-tallet på et forbjerg over en by.
Den ydre borgring er den sydligste del af borgen. Den har lighed med en pentagon og har fem tårne i murene, tre af dem i hjørnerne. Nord for den ydre borgring ligger den mellemste borgring, der har form som en uregelmæssig polygon. Dens mure er ligesom den ydre borgring befæstet med tårne. De gjorde det muligt for forsvarerne at beskyde flankerne. I overensstemmelse med tidens mode var de fleste af tårnene i den ydre og mellemste borgrings mure cylindriske. Château Gaillard var en af de første borge i Europa, der var udstyret med machicoulis: nedadrettede skydeskår, der gjorde det muligt at smide genstande ned på en modstander ved murens fod. Machicoulis var blevet introduceret til vestlig arkitektur som et resultat af Korstogene. Indtil 1200-tallet var toppen af tårnene på europæiske borge typisk omringet af et plankeværk, som havde samme funktion som machicoulis. En opfindelse fra Østen, der kan stamme fra første halvdel af 700-tallet.
I den mellemste borgring var den indre borgring. Portbygningen fra mellemste til indre borgring var en de tidligste eksemplar med tårne, der flankerede indgangen for at fjerne det blinde punkt lige foran porten. Dette var en del af bredere tendens fra omkring slutningen af 1100-tallet eller 1200-tallet, der gav borges porte et stærkt forsvar.
Formen af den indre borgring med dens mure sømbeslået med halvrunde fremspring, er uden sidestykke.Denne nyskabelse har to fordele: For det første absorberede den afrundede mur skaden fra belejringsmaskiner meget bedre, da den ikke gjorde muligt at sigte i en lige linje; for det andet tillod skydeskår i afrundede mure at der kunne skydes i alle vinkler. Den indre borgring, der husede de vigtigste beboelsesbygninger, var udformet ud fra et koncentrisk forsvar. Dette og det specielle design af den indre borgrings afrundede mure betød, at borgen var avanceret for sin tid, idet den blev opført før koncentriske forsvarsværker var blevet fuldt udviklet i korsridderborge som Krak des Chevaliers. Koncentriske borge blev kopieret vidt i Europa, f.eks. af Edvard 1. af England, der selv havde været på korstog, opførte borge i Wales i slutningen, hvoraf de fire af otte var koncentriske.
Keep'et var inden i den indre borgring og indeholdt kongens bolig. Det havde to rum: Et forværelse og en audienssal. Mens Allen Brown udlægger audienssalen som kongens kammer, mener historikeren Liddiard, at det sandsynligvis var en tronsal. En tronsal understreger borgens politiske betydning. I England er der ikke noget lig Château Gaillards keep, men der er bygninger med lignende design i Frankrig fra 1100- og 1200-tallet.

Allen Brown beskrev Château Gaillard som "en af de fineste borge i Europa" og militærhistorikeren Charles Oman skrev:
 Château Gaillard, som vi allerede har haft mulighed for at nævne, blev anset som et mesterværk i sin tid. Dens bygherre, Richard Løvehjertes, omdømme som en stor militæringeniør kan anerkendes ud fra kun dette ene bygningsværk. Han kopierede ikke nogen af de modeller, han havde set i østen, men introducerede mange af sine egne opfundne originale detaljer i fæstningen.

 — Oman 1924
På trods af Château Gaillards ry som en mægtig fæstning, fremhæver Liddiard fraværet af en i brønd i keep'et som en mærkværdig svaghed, og at borgen blev bygget på blød kalk, der gjorde det muligt at underminere murene. Men andre kilder fremkalder eksistensen af tre brønde i de tre forskellige borgringen og at den bløde kalk ikke rigtig svækkede de meget tykke mure. Dens svaghed lå mere i dens placering (en højere bakke bagved), dens udstrækning (mere end 200 meter) på et smalt højdedrag og vanskelighederne med at forbinde de forskellige borgringe for at sikre god kommunikation og  et effektivt forsvar uden en vigtig og stærk garnison.
Det tilskrives Château Gaillard, at borgen ikke kun var vigtig som en fæstning, men også som et fremtrædende symbol på Richard Løvehjertes magt. Det var en magterklæring fra Richard, der lige havde erobret de områder som Filip 2. havde taget. Borge som Château Gaillard i Frankrig og Dover Castle i England var nogle af de mest avancerede i deres tid, men blev overgået både i raffinement og i pris af Edvard 1. af Englands borge i slutningen af 1200-tallet.